# Ливов
Ливов (словац. Livov) — село и одноимённая община в округе Бардеёв Прешовского края Словакии.

## История
Село впервые упоминается в 1600 году. Уже в семнадцатом веке здесь работал стекольный завод.
В середине XVIII века часть русинского населения Ливова переселилась в Воеводину.=

## Население
| Год:                | 1994 | 2004    | 2014     | 2024     |
| ------------------- | ---- | ------- | -------- | -------- |
| Количество человек: | 108  | 105     | 85       | 69       |
| Разница:            |      | −2,77 % | −19,04 % | −18,82 % |